# Barnt
Barnt (* 1978 in Kiel, bürgerlich Daniel Ansorge) ist ein deutscher DJ, Musikproduzent, Musiker und Labelbetreiber.

## Leben
Ansorge begann ab 2010 unter dem Namen Barnt „freie Elektronische Musik mit Einflüssen aus Klassischer Musik, Ambient, Krautrock, Techno und House“ (Thomas Venker) zu veröffentlichen. Seine erste EP, What Is A Number, That A Man May Know It?, erschien auf seinem mit Jens-Uwe Beyer und Crato im selben Jahr gegründeten Label Magazine.
Barnts im Frühsommer 2012 veröffentlichter Track Geffen wurde zum „Sommerüberraschungshit in der Szene“ und „gilt heute als moderner Klassiker“ (Bjørn Schaeffner).
2014 erschien sein Debütalbum Magazine 13. auf Magazine und erhielt allgemein positive Kritiken.
Als DJ tourte er durch rund 40 Länder (Stand 2023) und trat bei Festivals wie dem Montreux Jazz Festival oder Sónar Bogotá und in Clubs wie dem Berghain oder der Fabric auf.
Chanel, Dior, Givenchy und andere Modemarken verwendeten Barnts Musik für Modeschauen und Werbekampagnen.

## Diskografie (Auswahl)
Studioalbum
- 2014: Magazine 13. (Magazine)

EPs
- 2010: What Is A Number, That A Man May Know It? (Magazine)
- 2012: Hark (Mule Musiq)
- 2012: Is This What They Were Born For? (Magazine)
- 2013: Ariola (Cómeme)
- 2014: His Name EP (Hinge Finger, 2014)
- 2017: If She Says She Is A Healer, She Is A Healer (Holger)
- 2019: High Hopes And Local Fame (Schalen)
- 2022: ProMetal Fan Decor Only Product (Kompakt)
- 2023: Speicher 125 (Kompakt Extra) (Als: Barnt / Mayer)

Remixe
- 2014: C.P.I. – Proceso (Barnt Remix) (Hivern Discs)
- 2015: Jamie xx – Loud Places (Barnt E-Mix) (Young)
- 2017: Tale of Us & Vaal – Monument (Barnt Remix) (Afterlife)

Mit Cologne Tape
- 2017: Welt

## Auszeichnungen (Auswahl)
Groove Magazin – DJ-Jahrescharts
- 2012: Tracks des Jahres: Platz 3 – Geffen[5]

Groove Magazin – Leserpoll
- 2015: DJs des Jahres: Platz 18 – Barnt[23]

Intro – Die besten Songs des Jahres
- 2012: Platz 10 – Geffen[6]

Mixmag – The Best Albums And EPs Of The Year
- 2022: ProMetal Fan Decor Only Product[24]

Resident Advisor – Top 50 Tracks
- 2012: Platz 14 – Geffen[7]
- 2014: Platz 8 – Chappell[25]
- 2014: Platz 41 – C.P.I. – Proceso (Barnt Remix)[25]

Resident Advisor – Reader Poll: Top DJs
- 2015: Platz 94 – Barnt[26]

XLR8R – 30 Best Albums
- 2014: Platz 6 – Magazine 13.[27]

XLR8R – 50 Best Tracks
- 2014: Platz 5 – C.P.I. – Proceso (Barnt Remix)[28]
- 2014: Platz 18 – Under His Own Name But Also as Sir[28]

## Einzelbelege
1. ↑  Thomas Venker: Daniel Ansorge (Barnt). Kaput, 13. März 2015, abgerufen am 7. Juni 2023.
2. ↑  BARNT Groove Podcast 16. Groove Magazin, 6. Februar 2013, abgerufen am 7. Juni 2023.
3. 1 2  Philip Sherburne: Barnt: Magazine 13. Pitchfork, 24. November 2014, abgerufen am 7. Juni 2023.
4. ↑  Bjørn Schaeffner: 5 Tracks: Barnt. redbull.com, 11. März 2017, abgerufen am 7. Juni 2023.
5. 1 2  DJ-JAHRESCHARTS Die 20 besten Tracks 2012. Groove Magazin, abgerufen am 7. Juni 2023.
6. 1 2  intro - Die besten Alben und Songs des Jahres 2012. poplist.de, abgerufen am 7. Juni 2023.
7. 1 2  RA Poll: Top 50 tracks of 2012. Resident Advisor, abgerufen am 7. Juni 2023.
8. ↑  Ray Philp: Barnt Magazine 13. XLR8R, 26. November 2014, abgerufen am 7. Juni 2023.
9. ↑  Rafael da Cruz: Barnt – Magazine 13 (Magazine). Faze, 9. Januar 2015, abgerufen am 7. Juni 2023.
10. ↑  Thomas Venker: Barnt - Magazine13. Kaput, 24. Februar 2015, abgerufen am 7. Juni 2023.
11. ↑  Magazine 13 by Barnt. Metacritic, abgerufen am 7. Juni 2023.
12. ↑  Barnt / Past Events. Resident Advisor, abgerufen am 7. Juni 2023.
13. ↑  RBMA Thursday am Montreux Jazz Festival. redbull.com, 11. Juli 2014, abgerufen am 7. Juni 2023.
14. ↑  Exclusiva: estos son los primeros artistas confirmados del Sónar Bogotá 2017. Vice, 23. Juni 2017, abgerufen am 7. Juni 2023.
15. ↑  Samstag 27.12.2014. Berghain, abgerufen am 7. Juni 2023.
16. ↑  The Ultimate UK Records of Barnt's Musical Upbringing. Fabric, 13. November 2014, archiviert vom Original (nicht mehr online verfügbar) am 31. Mai 2023; abgerufen am 7. Juni 2023.  Info: Der Archivlink wurde automatisch eingesetzt und noch nicht geprüft. Bitte prüfe Original- und Archivlink gemäß Anleitung und entferne dann diesen Hinweis.
17. ↑  Paris-Édimbourg 2012/13 Métiers d'Art Show – CHANEL Shows. Chanel, 5. Dezember 2012, abgerufen am 7. Juni 2023.
18. ↑  Barnt's "Geffen" does the catwalk. Kompakt, 13. Dezember 2012, abgerufen am 7. Juni 2023.
19. ↑  Le défilé Dior automne-hiver 2015–2016 à Tokyo. Vogue, 17. Juni 2015, abgerufen am 7. Juni 2023.
20. ↑  GIVENCHY FALL WINTER 2015 AD CAMPAIGN - LONG VERSION. 11. Juni 2015, abgerufen am 7. Juni 2023.
21. ↑  Moschino SS23 Menswear fashion show! Moschino, 19. Juni 2022, abgerufen am 7. Juni 2023.
22. ↑  VETEMENTS FW15-16. Vetements, 1. Juli 2016, abgerufen am 7. Juni 2023.
23. ↑  Leser Poll 2015 - DJs des Jahres. Groove Magazin, abgerufen am 7. Juni 2023.
24. ↑  The best Albums And EPs Of The Year 2022. Mixmag, abgerufen am 7. Juni 2023.
25. 1 2  RA Poll: Top 50 tracks of 2014. Resident Advisor, abgerufen am 7. Juni 2023.
26. ↑  RA Poll: Top DJs of 2015. Resident Advisor, abgerufen am 7. Juni 2023.
27. ↑  XLR8R’s Best of 2014: Releases (15 – 1). XLR8R, abgerufen am 7. Juni 2023.
28. 1 2  XLR8R’s Best of 2014: Tracks (25 – 1). XLR8R, abgerufen am 7. Juni 2023.

| Personendaten    | Personendaten                            |
| ---------------- | ---------------------------------------- |
| NAME             | Barnt                                    |
| ALTERNATIVNAMEN  | Ansorge, Daniel (wirklicher Name)        |
| KURZBESCHREIBUNG | deutscher DJ, Musiker und Labelbetreiber |
| GEBURTSDATUM     | 1978                                     |
| GEBURTSORT       | Kiel, Deutschland                        |